# Evelyn Walsh
Evelyn Walsh (ur. 8 lipca 2001 w Stratford) – kanadyjska łyżwiarka figurowa startująca w parach sportowych z Trenntem Michaud. Brązowa medalistka mistrzostw czterech kontynentów (2022), mistrzyni Kanady juniorów (2017) oraz trzykrotna wicemistrzyni Kanady seniorów (2019, 2020, 2022).
Wraz z Michaud wzięli udział w serialu Netflixa Spinning Out (2020), gdzie byli dublerami głównych bohaterów, Kat i Justina, w scenach występów łyżwiarskich
5 sierpnia 2022 roku Walsh ogłosiła zakończenie kariery łyżwiarskiej ze względu na rozpoczęcie studiów, przy czym Michaud miał w planach kontynuowanie kariery z inną partnerką. Rok wcześniej, pomimo zdobycia srebrnego medalu na mistrzostwach Kanady, który zwykle oznaczał kwalifikację olimpijską, kanadyjski związek Skate Canada nie dopuścił ich do startu na igrzyskach olimpijskich wybierając na ich miejsce inną parę, James i Radforda, co wywołało poruszenie wśród kibiców. Przedstawiciele Skate Canada nie wyjaśnili im powodów tej decyzji osobiście, a o braku kwalifikacji Walsh i Michaud dowiedzieli się z mediów.

## Osiągnięcia

### Pary sportowe

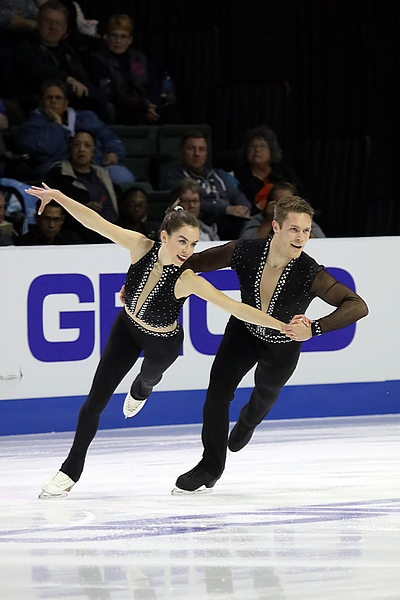
Walsh i Michaud w programie krótkim Come Together na Skate America 2018

Z Trenntem Michaud
| Zawody                                | 16–17          | 17–18          | 18–19          | 19–20          | 20–21          | 21–22          |                |                |                |                |                |                |                |                |                |                |                |
| Międzynarodowe                        | Międzynarodowe | Międzynarodowe | Międzynarodowe | Międzynarodowe | Międzynarodowe | Międzynarodowe | Międzynarodowe | Międzynarodowe | Międzynarodowe | Międzynarodowe | Międzynarodowe | Międzynarodowe | Międzynarodowe | Międzynarodowe | Międzynarodowe | Międzynarodowe | Międzynarodowe |
| ------------------------------------- | -------------- | -------------- | -------------- | -------------- | -------------- | -------------- | -------------- | -------------- | -------------- | -------------- | -------------- | -------------- | -------------- | -------------- | -------------- | -------------- | -------------- |
| Mistrzostwa świata                    |                |                | 12             | C              | 12             | 6              |                |                |                |                |                |                |                |                |                |                |                |
| Mistrzostwa czterech kontynentów      |                |                | 7              | 6              |                | 3              |                |                |                |                |                |                |                |                |                |                |                |
| GP NHK Trophy                         |                |                |                |                |                | 6              |                |                |                |                |                |                |                |                |                |                |                |
| GP Rostelecom Cup                     |                |                |                | 6              |                |                |                |                |                |                |                |                |                |                |                |                |                |
| GP Skate America                      |                |                | 8              |                |                | 8              |                |                |                |                |                |                |                |                |                |                |                |
| GP Skate Canada International         |                |                | 5              | 8              |                |                |                |                |                |                |                |                |                |                |                |                |                |
| CS Finlandia Trophy                   |                |                |                | 6              |                |                |                |                |                |                |                |                |                |                |                |                |                |
| CS Golden Spin of Zagreb              |                |                |                |                |                | 9              |                |                |                |                |                |                |                |                |                |                |                |
| CS Nebelhorn Trophy                   |                |                | 7              |                |                |                |                |                |                |                |                |                |                |                |                |                |                |
| Międzynarodowe: Kategorie młodzieżowe |                |                |                |                |                |                |                |                |                |                |                |                |                |                |                |                |                |
| Mistrzostwa świata juniorów           | 5              | 6              |                |                |                |                |                |                |                |                |                |                |                |                |                |                |                |
| JGP w Chorwacji                       |                | 4              |                |                |                |                |                |                |                |                |                |                |                |                |                |                |                |
| JGP w Estonii                         | 11             |                |                |                |                |                |                |                |                |                |                |                |                |                |                |                |                |
| JGP na Łotwie                         |                | 3              |                |                |                |                |                |                |                |                |                |                |                |                |                |                |                |
| JGP w Niemczech                       | 5              |                |                |                |                |                |                |                |                |                |                |                |                |                |                |                |                |
| Bavarian Open                         | 1 J            |                |                |                |                |                |                |                |                |                |                |                |                |                |                |                |                |
| Krajowe                               |                |                |                |                |                |                |                |                |                |                |                |                |                |                |                |                |                |
| Mistrzostwa Kanady                    | 1 J            | 5              | 2              | 2              | C              | 2              |                |                |                |                |                |                |                |                |                |                |                |

### Solistki
| Mistrzostwa Kanady | 10 N | 12 J | 14 J |

## Programy
Evelyn Walsh / Trennt Michaud
| Sezon   | Program krótki (SP) | Program dowolny (FS)                                                                         | Pokazy mistrzów                                                |
| ------- | --- | -------------------------------------------------------------------------------------------- | -------------------------------------------------------------- |

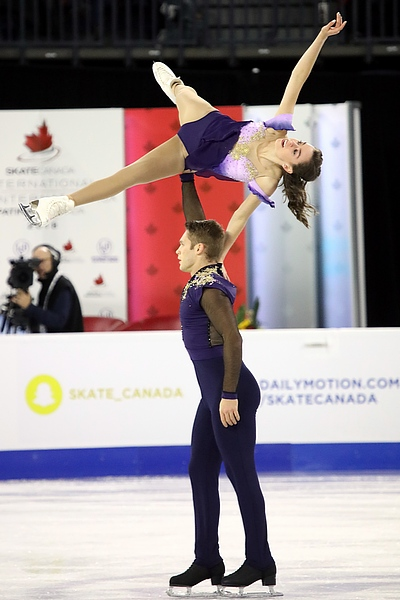
Podnoszenie z grupy 3 w pozycji gwiazdy – program dowolny Romeo and Juliet na Skate Canada International 2018

| 2021–22 | - Lost Without You – Freya Ridings                                                                                              | - Dreaming With a Broken Heart – John Mayer                                                  |                                                                |
| 2020–21 | - Natural – Imagine Dragons choreografia: Eric Radford, Alison Purkiss                                                          | - Vai Vedrai (z Alegria) – Cirque du Soleil choreografia: Eric Radford, Alison Purkiss       |                                                                |
| 2019–20 | - Someone You Loved – Lewis Capaldi choreografia: Alison Purkiss - Benny and the Jets – Elton John choreografia: Alison Purkiss | - One – Cinematic Pop choreografia: Eric Radford                                             | - Benny and the Jets – Elton John choreografia: Alison Purkiss |
| 2018–19 | - Come Together – Gary Clark Jr. ft. Junkie XL, oryg. The Beatles choreografia: Alison Purkiss                                  | - Romeo and Juliet medley – Abel Korzeniowski choreografia: Alison Purkiss                   |                                                                |
| 2017–18 | - The Light That Never Fails – Andra Day - Take It All (z musicalu Nine) – Maury Yeston choreografia: Lance Vipond              | - Can't Help Falling In Love – Hugo Pereth, oryg. Elvis Presley choreografia: Alison Purkiss |                                                                |
| 2016–17 | - El Tango de Roxanne (z filmu Moulin Rouge!) – Mariano Mores choreografia: Alison Purkiss                                      | - Rise Up – Andra Day choreografia: Margaret Purdy                                           |                                                                |